# Lollapalooza
Lollapalooza (se pronuncia lolapalúza, /ˌlɒləpəˈluːzə/) es un festival musical de los Estados Unidos que originalmente ofrecía bandas de rock alternativo, indie y punk rock; también hay actuaciones cómicas y de danza. Concebido en 1991 por Perry Farrell, cantante de Jane's Addiction
Lollapalooza se realizaba anualmente desde el año 1991 hasta 1997 y fue revivido en 2003. El festival encapsula la cultura joven de los años 1990. "Generación Lollapalooza" es a veces sinónimo de "Generación X". El Lollapalooza inaugural estuvo de gira por Estados Unidos y Canadá desde mediados de julio hasta finales de agosto de 1991. El cartel inaugural del Lollapalooza estaba compuesto por artistas del rock alternativo (como Siouxsie and the Banshees, que fueron los segundos artistas principales detrás de Jane's Addiction), música industrial (como Nine Inch Nails) y rap (Ice-T rapeó y usó la plataforma para lanzar Body Count, su banda de heavy metal). 

## Historia
El estreno en Phoenix, Arizona, el 18 de julio de 1991, fue cubierto por un reportaje en MTV, que finalizó con este comentario "Lollapalooza podría ser la gira del verano"; la gira terminó en Seattle el 28 de agosto de 1991.
La primera aparición oficial de Lollapalooza fuera de Estados Unidos fue en 2011 en Santiago, Chile, siendo el primer país en Latinoamérica en recibir dicho evento internacional, sumándose una versión brasileña desde 2012. Existe una versión argentina anual en Buenos Aires desde 2014. Se anunció que el primer Festival Lollapalooza se llevaría a cabo en Europa en septiembre de 2015 en Berlín, en el histórico Aeropuerto de Tempelhof. En julio de 2015, se confirmó una nueva versión para septiembre de 2016 en Bogotá, Colombia en la plaza de eventos del Parque Metropolitano Simón Bolívar. Sin embargo, fue cancelado en julio de 2016.
Farrell vendió la marca Lollapalooza al Capital Sports & Entertainment, el cual ha manejado el Austin City Limits Music Festival. Esta empresa resucitó a Lollapalooza como un festival de dos días en el año 2005, en el Grant Park de Chicago. Con una gran variedad de participantes (70 actos en cinco escenarios), el festival fue generalmente un éxito pero no es comparable al éxito del festival viajero, atrayendo alrededor de 30 000 personas.
El 19 de noviembre de 2010, Farrell anunció que el evento se realizaría por primera vez en veinte años fuera de Estados Unidos. La ciudad elegida fue Santiago, en Chile, donde el festival se realizó los días 2 y 3 de abril de 2011. En Chicago, Estados Unidos, se realizó del 5 al 7 de agosto del mismo año. El 4 de abril de 2011, luego de una exitosa versión con más de 100.000 personas en Chile, Farrell y la productora Lotus anunciaron que se realizaría otra versión del festival en Chile en abril de 2012.
En julio de 2011 se confirmó lo dicho al terminar la versión chilena, confirmando que desde 2011 se realizaría una versión anual en Chile, siendo la siguiente los días 31 de marzo y 1 de abril de 2012, además de una versión brasileña en São Paulo los días 7 y 8 de abril del mismo año.
En 2012 se confirma una nueva edición en Tel Aviv en Israel, la cual se realizó el 20, 21 y 22 de agosto de 2013 en el Yarkon Park, además de agregar un tercer día en Brasil, los días 29, 30 y 31 de marzo de 2013, y el 6 y 7 de abril en Santiago de Chile. Cabe destacar que esta versión, a pesar de contar con un día menos, tuvo una cantidad de artistas mayor que la de Brasil.

## Ediciones sudamericanas
Lollapalooza Chile
Lollapalooza Chile 2011 fue la primera edición del festival en Chile y la primera fuera de Estados Unidos. Se realizó el sábado 2 y domingo 3 de abril de 2011, y desde entonces, se realiza anualmente, exceptuando en 2020 y 2021 debido a la pandemia de Coronavirus.

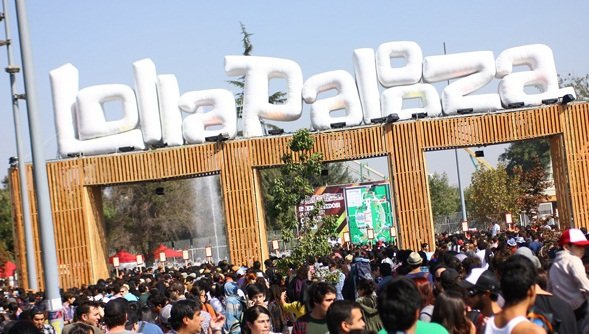
Entrada al Parque O'Higgins, para el evento Lollapalooza en Santiago de Chile, fotografìa del año 2015.

A pesar de que su punto principal es la realización de varios conciertos al mismo tiempo, Lollapalooza también cuenta con actividades adicionales que generalmente están relacionadas con el medio ambiente, el arte, el deporte y la cultura joven.
Lollapalooza Argentina

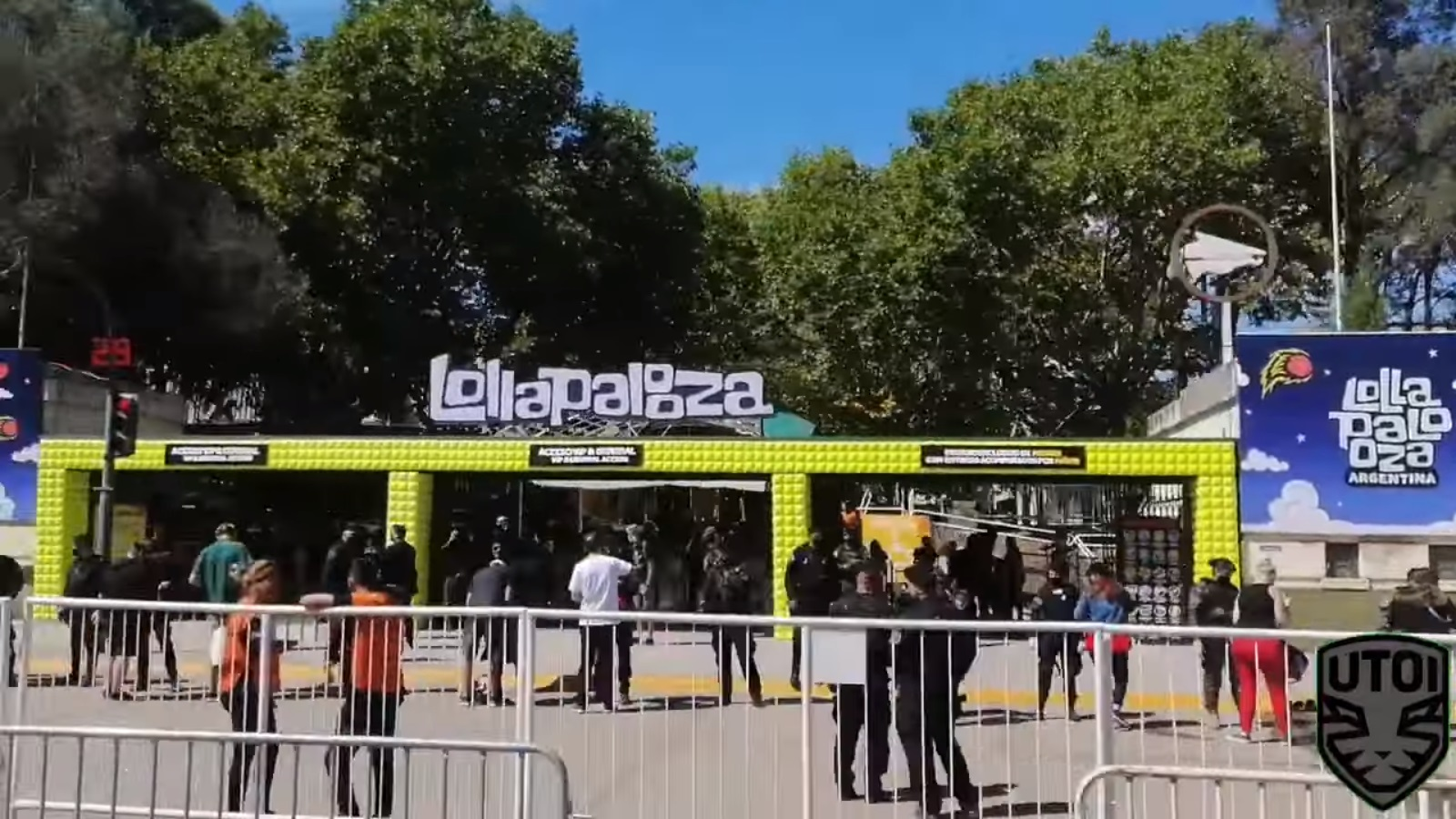
Entrada al Lollapalooza Argentina en el año 2022.

Lollapalooza Argentina se lleva a cabo en el Hipódromo de San Isidro, en las afueras de la ciudad de Buenos Aires. Su primera edición se llevó a cabo durante el 1 y el 2 de abril de 2014 en el Hipódromo de San Isidro y desde entonces, se ha realizado casi de forma anual, exceptuando los años 2020 y 2021 debido a la pandemia de Coronavirus. Es popularmente conocido como "el Lolla".

## En la cultura popular
Los Simpson
En Los Simpson de 1996, apareció un episodio llamado Homerpalooza, Homer lleva a Bart y a Lisa a un alternativo festival de música llamado Hullabalooza, en él salen caricaturas de Cypress Hill, Peter Frampton, The Smashing Pumpkins y Sonic Youth.
South Park
En South Park, en el episodio llamado Timmy 2000, Timmy se une a la banda de "Los Señores del Inframundo" y que participa en una competencia de bandas, donde ganan y se les permite actuar en el festival de música Lalapalalapaza.
Expediente X
En el episodio de Expediente X titulado Clyde Bruckman's Final Repose de 1995 aparece una referencia al festival cuando el protagonista del episodio, Clyde Bruckman, al comienzo del mismo lee un titular de una revista de espiritismo en la que se afirma que Buddy Holly sigue vivo y actuará en el festival de música Lollapalooza.
Daria
En la serie Daria, en el capítulo de la primera temporada de 1997 Peripecias del camino todos los jóvenes de Lawndale se van en grupos a ver el festival Alternapalooza, aunque por diversos motivos no llegan a destino.
Hajime no Ippo (anime)
En el comienzo del capítulo 71 de la primera temporada, Takamura dice: "Lallullu Apallullu oza", pero Yagi Haruhiko le corrige diciendo: "En realidad es 'Lollapalooza' y significa 'puñetazo que hace temblar el suelo'". El capítulo 72 tiene como título: "Lollapalooza".
Danny Phantom
En el capítulo doble llamado "Reality Trip" (Viaje a la realidad) capítulos 37 y 38 (o 17 y 18 de la segunda Temporada), Danny, Sam y Tucker planean un viaje de verano entre los 3, y el lugar escogido por Sam es un festival llamado "Gothapalloza" (porque el personaje de Samantha es gótico).
Steven Universe
En el capítulo titulado Steven & The Stevens (Steven Y Los Stevens en español) habrá un concierto en la playa llamado Beachapalloza en donde tocara el papá de Steven Universe.

## Artistas con más participaciones
- Chicago (a partir de 2005):
  - 6:  Cold War Kids (2006, 07, 09, 11 y 15)
  - 5:  The Black Keys (2005, 07, 08, 10 y 12)
  - 5:  Manchester Orchestra (2006, 08, 09, 11 y 14)
  - 4:  The Verve Pipe (2010(2)-2012(2))
  - 4:  Spoon (2005-07-10-14)
  - 4:  Cage the Elephant (2007-09-11-14)
  - 4:  Hot Chip (2006-10-13-15)
  - 4:  Arctic Monkeys (2009-11-14-18)
  - 3:  Katy Perry (2011, 2014, 2018)
  - 2:  Lady Gaga (2007 y 2010 , 2012 2017 )

- Santiago (a partir de 2011):
  - 3:  MGMT (2012, 2016 y 2017)
  - 3:  Alex Anwandter (2012, 2017 y 2023)
  - 3:  Twenty One Pilots (2016, 2019 y 2023)
  - 3:  Cage the Elephant (2012, 2014 y 2017)
  - 3:  The 1975 (2017, 2019 y 2023)
  - 2:  Foo Fighters (2012 y 2022)
  - 2:  Red Hot Chili Peppers (2014 y 2018)
  - 2:  Pearl Jam (2013 y 2018)
  - 2:  The Killers (2011 y 2018)
  - 2:  Flume (2014 y 2017)
  - 2:  Los Jaivas
  - 2:  Lucybell (2014 y 2017)
  - 2:  Two Door Cinema Club (2013 y 2017)
  - 2:  Francisca Valenzuela (2011 y 2014)
  - 2:  Javiera Mena (2011 y 2016)
  - 2:  Marina Diamandis (2016 y 2022)

- São Paulo (a partir de 2012):
  - 3:  Cage the Elephant (2012, 2014 y 2017)
  - 2:  Foster the People (2012 y 2015) Lea Michele (2012 y 2015)
  - 2:  Steve Aoki (2013 y 2015)
  - 2:  Alabama Shakes (2013 y 2016)
  - 2:  Pearl Jam (2013 y 2018)
  - 2:  Flume (2014 y 2017)
  - 2:  Red Hot Chili Peppers (2014 y 2018)
  - 2:  The Chainsmokers (2015 y 2017)

- Buenos Aires (a partir de 2014):
  - 3:  Twenty One Pilots (2016, 2019 y 2023)
  - 3:  The 1975 (2017, 2019 y 2023)
  - 2:  Cage the Elephant (2014 y 2017)
  - 2:  Illya Kuryaki & The Valderramas (2014 y 2017)
  - 2:  Tame Impala (2016 y 2023)
  - 2:  Imagine Dragons (2014 y 2018)
  - 2:  MGMT (2016 y 2024)
  - 2:  Red Hot Chili Peppers (2014 y 2018)
  - 2:  Juana Molina (2014 y 2019)
  - 2:  Portugal. The Man (2014 y 2019)
  - 2:  The Chainsmokers (2015 y 2017)
  - 2:  Odesza (2016 y 2019)
  - 2:  The Strokes (2017 y 2022)